# وونگ سوک آی
وونگ سوک آی (انگلیسی: Wong Sok I؛ ۱۵ ژانویهٔ ۱۹۹۳) کاراته‌کا زن اهل  اهل ماکائو است. 